# La Concordia (Uruguay)
La Concordia ist eine Ortschaft im Westen Uruguays.

## Geographie
Sie befindet sich im westlichen Teil des Departamento Soriano in dessen Sektor 4. La Concordia liegt am linksseitigen Ufer des Río Uruguay westlich von Dolores bzw. Chacras de Dolores und südwestlich von Villa Soriano und La Loma sowie nordwestlich von Colonia Concordia. Einige Kilometer südlich flussabwärts des Río Uruguay mündet der Arroyo Catalán.

## Infrastruktur
Über den Camino de Ruiz a Dolores ist La Concordia mit der Stadt Dolores verbunden.

## Einwohner
La Concordia hatte bei der Volkszählung im Jahre 2004 79 Einwohner.
| Jahr | Einwohner |
| ---- | --------- |
| 1963 | 17        |
| 1975 | 8         |
| 1985 | 25        |
| 1996 | 67        |
| 2004 | 79        |

Quelle: Instituto Nacional de Estadística de Uruguay